# Gerlach II. (Limburg)
Gerlach II. von Limburg „der Ältere“ (* unbekannt; † 14. April 1355 wahrscheinlich in Limburg an der Lahn) war Herr der Stadt Limburg und Chef des Hauses Limburg. Er übernahm die Regierung nach dem Tod seines Vaters Johann I. im Jahr 1312. Gerlach verfügte über verwandtschaftliche Beziehungen zu den meisten Adelsfamilien in der Umgebung. Seine Tante Imagina von Limburg († 1318) war die Ehefrau des deutschen Königs Adolf aus dem Haus Nassau.

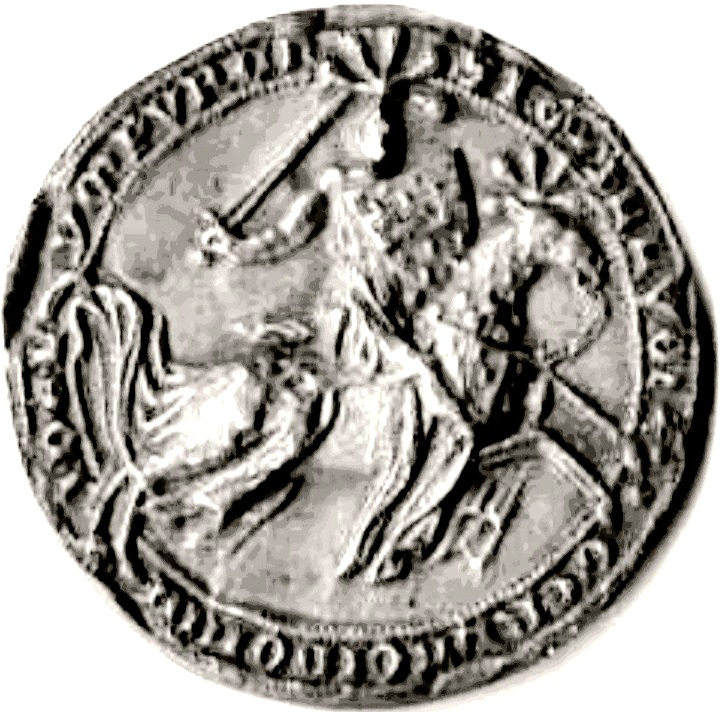
Reitersiegel Gerlachs von Limburg, 1345

Der Chronist Tilemann Elhen von Wolfhagen bezeichnet ihn, in seiner vor 1402 entstanden Limburger Chronik, als tugendhaften Edelherrn und klügsten Dichter im Deutschen und Lateinischen.

## Leben
Kern der Herrschaft Limburg waren die Stadt Limburg an der Lahn und einige Dörfer in der Umgebung. Gerlach übernahm die Regierung, als die Stadt ihre höchste Blühte erlebte. Tilemann Elhen schrieb in seiner Chronik, dass in der Stadt mehr als 2000 waffenfähige Menschen lebten. Die Limburger Vorstadtsiedlungen reichten über Gerlachs Herrschaftsgebiet hinaus, was zu häufigem Streit mit den benachbarten Grafen von Diez führte.
Gerlach war mehrfach als Schlichter bei Streitigkeiten benachbarter Adelsfamilien tätig. Er war, wie sein Vater, Obmann des Schiedsgerichts der Ottonischen Linie des Hauses Nassau. 1329 vermittelte er einen Vergleich zwischen seinem Vetter Gerlach von Nassau und Wilhelm von Katzenelnbogen. Im folgenden Jahr fällte er einen Schiedsspruch zwischen Wilhelm von Katzenelnbogen und Johann II. von Katzenelnbogen. 1331 trat Gerlach dem Landfriedensbündnis des Erzbischofs Balduin von Trier bei. 1339 vermittelte er einen Vergleich zwischen Gottfried von Diez und dem Haus Nassau.
Unter Gerlachs Regierung wurden zahlreiche Bauprojekte, die zum Teil sein Vater begonnen hatte, in Limburg abgeschlossen. Zu diesen gehörten die steinerne Lahnbrücke Limburg (1315) und der Neubau der Kirche des Franziskanerklosters (1320, heute Stadtkirche). Das vor dem Jahr 1289 auf der Lahninsel gegründete Wilhelmiten-Kloster ließ er 1317 in einen Neubau in der Vorstadt vor dem Diezer Tor verlegen. Auch förderte er das vor 1312 gegründete Heilige-Geist-Hospital in der Brückenvorstadt. Für die Bauarbeiten wurden auch die Bauern aus Gerlachs Dörfern zwangsverpflichtet. Die Bauprojekte überstiegen jedoch die finanzielle Leistungsfähigkeit der Herrschaft Limburg, und Gerlach musste sich immer wieder bei Limburger Kaufleuten Geld leihen.
Unter Gerlachs Herrschaft wurden 1337 die Juden aus Limburg vertrieben. Erst auf Befehl des Kaisers Ludwig IV. durften sie sich 1341 wieder in der Stadt ansiedeln. Im gleichen Jahr gestattete König Karl IV. auf Gerlachs Bitten der Stadt Limburg, einen Brückenzoll zu erheben.
1342 brach in Limburg ein Stadtbrand aus, der weite Teile der Stadt vernichtete. Beim Wiederaufbau wurde mit der Anlage des Schiedegrabens die Stadtbefestigung auf die Vorstadt am Diezer Tor ausgedehnt, um in einer Fehde mit den Grafen von Diez mehr Schutz zu bieten.
Die Folgen des Brands und die Kosten der Fehde überstiegen endgültig die finanzielle Leistungsfähigkeit Gerlachs, so dass er Hälfte seiner Herrschaft an Erzbischof Balduin von Trier verpfänden (verkaufen) musste. Anfang 1346 verpfändete er auch die zweite Hälfte an Balduin.
Nach der Wahl Karls IV. zum Deutschen König kam es zum Krieg. Balduin unterstützte Karl IV., während Gerlach zu den Unterstützern von Kaiser Ludwig IV. gehörte. Als Gegenleistung stellte Kaiser Ludwig 1346 für die Stadt Limburg einen umfassenden Freiheitsbrief aus und bewilligte Gerlach 20.000 Pfund Heller.
Auch im Lahntal kam es zu Kampfhandlungen. Der in Ludwigs Lager stehende Reinhard I. von Westerburg hatte die Trierer Burg Grenzau erobert und am 20. April 1347 ein Entsatzheer Balduins aus dem Hinterhalt angegriffen. In der Schlacht wurden fast 200 Soldaten getötet, ehe Reinhard, verfolgt von Trierer Reitern, zur Burg Limburg flüchtete. Balduin forderte Gerlach auf, die Burg Limburg zu öffnen, damit er Reinhard festnehmen lassen könnte, und verwies darauf, dass Gerlach sich bei der Verpfändung der Burg hierzu eidlich verpflichtet hatte. Gerlach sagte zu, diese Sache juristisch prüfen zu lassen. Am Gerichtstag standen etwa 800 Westerburger Soldaten bei Dietkirchen. Die Trierer Truppen hatten ihr Lager bei Diez aufgeschlagen. In der Gerichtsverhandlung erklärte Gerlach, dass der Angriff Reinhards auf Befehl Kaiser Ludwigs IV. erfolgt sei, dass Balduin ein Feind des Reiches sei, und dass der geleistete Eid daher für Gerlach nicht bindend sei. Die Trierer Truppen zogen hierauf ab, und Reinhard von Westerburg konnte wieder heimkehren.
Nach dem Tod Kaiser Ludwigs im Jahr 1347 gelang es Gerlach, sich mit König Karl IV. auszusöhnen, und Karl bestätigte die von Kaiser Ludwig IV. verliehenen Rechte.
1349 wütet die Pest in Limburg. Tilemann Elhen berichtet von 2400 Toten (ohne dabei Kinder mitzuzählen). Von den Folgen erholte sich die Herrschaft Limburg nicht mehr.
1351 schloss sich Gerlach einer Fehde des Hauses Nassau gegen das Haus Hatzfeld an.
Gerlach starb am 14. April 1355, wahrscheinlich in Limburg.

## Familie
In erster Ehe war Gerlach mit Agnes von Nassau-Siegen verheiratet. Die Ehe wurde zwischen 1312 und 1314 geschlossen. Aus dieser Ehe gingen drei Kinder hervor:
- Johann († 21. August 1336); verheiratet mit Anna von Katzenelnbogen, Tochter von Wilhelm I. (Katzenelnbogen)
- Jutta († 12. März 1336); verheiratet mit Johann von Katzenelnbogen
- Uda; heiratet 1338 Wildgraf Gerhard II. von Kirburg

Nach dem Tod seiner ersten Frau heiratete er Kunigunde von Wertheim. Dieser Ehe sind mindestens folgende Kinder zuzuordnen:
- Kunigunde († 8. Oktober 1386), unverheiratet
- Elisabeth; Stiftsdame in Kaufungen
- Gerlach III. von Limburg; folgte seinem Vater als Herr von Limburg
- Rudolf; Kanoniker in Köln und Archidiakon in Würzburg
- Johann II. von Limburg; Kanoniker in Köln und Trier, folgte seinem Bruder Gerlach III. als Herr von Limburg
- Otto; Ritter des Deutschen Ordens
- Hermann